# Pyrrhogyra irenaea
Pyrrhogyra irenaea är en fjärilsart som beskrevs av Pieter Cramer 1782. Pyrrhogyra irenaea ingår i släktet Pyrrhogyra och familjen praktfjärilar. Inga underarter finns listade.